# 1137

## Události
- Kuenringy založen rakouský cisterciácký klášter Zwettl

## Narození
Česko
- ? – Václav II., český kníže (1191–1192) z dynastie Přemyslovců († po 1192)

Svět
- ? – Ferdinand II., král Leónu a Galicie († 22. ledna 1188)
- ? – Blanka Navarrská, manželka budoucího kastilského krále Sancha III. († 12. srpna 1156)

## Úmrtí
- 9. duben – Vilém X. Akvitánský, otec francouzské a později anglické královny Eleonory Akvitánské (* 1099)
- 18. července – Erik II., dánský král (* cca 1090)
- 1. srpna – Ludvík VI., francouzský král (* 1081)
- 4. prosince – Lothar III., svatý římský císař (* 1075)
- ? – Pons z Tripolisu, tripolský hrabě (* 1098)

## Hlavy států
- České knížectví – Soběslav I.
- Svatá říše římská – Lothar III.
- Papež – Inocenc II. (protipapež: Anaklet II.)
- Anglické království – Štěpán III. z Blois
- Francouzské království – Ludvík VI. Francouzský – Ludvík VII.
- Polské knížectví – Boleslav III. Křivoústý
- Uherské království – Béla II. Uherský
- Kastilské království – Alfonso VII. Císař
- Rakouské markrabství – Leopold IV. Babenberský
- Byzantská říše – Jan II. Komnenos